# 콘스탄티노스 데메르치스

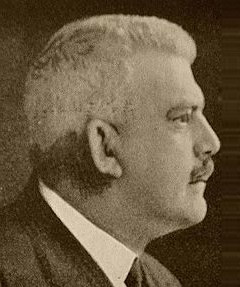
콘스탄티노스 데메르치스

콘스탄티노스 데메르치스(그리스어: Κωνσταντίνος Δεμερτζής)는 그리스 왕국의 정치인이다.